# Muște (povestire)
Pentru alte sensuri vedeți „Muște” (povestire de Asimov)
„Muște” (în engleză „Flies”) este o povestire științifico-fantastică din 1967 scrisă de Robert Silverberg. A apărut prima dată în 1967 în volumul Viziuni periculoase (în engleză Dangerous Visions) editat de Harlan Ellison. În limba română volumul și povestirea au apărut la Editura Trei, în anul 2013.
Anterior a fost tradusă ca „Muștele” de Dorin Davideanu și a fost publicată în Almanah Anticipația 1986 (din 1985) și a fost tradusă ca „Muște”  de Dan Popescu și a fost publicată în Pasagerii din 1994.

## Prezentare
Richard Cassiday este un om care ar fi trebuit să moară în timpul distrugerii navei sale spațiale, dar a fost salvat de Ființele de Aur care l-au vindecat și l-au „rearanjat”. El este trimis înapoi pe Pământ de Ființele de Aur. Dar Cassiday nu mai este omul care a fost: Ființele de Aur i-au îndepărtat conștiința morală. Acum el vrea să se răzbune pe cele trei femei pe care le-a cunoscut anterior.
Prima, Beryl Fraser, dependentă de Trilină, iese dintr-o cură. Cassiday face rost de Trilină și o încurajează să-și injecteze: ea moare.
Cea de-a doua femeie a sa, Mirabel, este legată de un Simbiotic de pe Ganymede. Cassiday sugrumă animalul ciudat.
A treia femeie, Lureen Holstein, este însărcinată în 7 luni, după ce a fost tratată pentru a rămâne însărcinată fără ajutorul unui bărbat. El îi provoacă un avort spontan lovind-o violent în stomac.
Ființele de Aur își dau seama că au făcut „o greșeală” și decid să-l modifice iar pe Cassiday. Îl refac cum era înainte cu alte „ajustări”: de acum înainte, el va fi doar o ființă a suferinței, responsabilă de distracția Ființelor arătându-le amploarea suferinței care domnește pe Pământ ...

## Titlu
Povestirea evocă un citat din Shakespeare, din Regele Lear: „Suntem pentru zei ca muștele în mâinile copiilor cruzi. Ne omoară pentru divertisment." (o altă traducere din Viziuni periculoase: „Ca muștele pentru băieții răi, așa suntem pentru zei, ne omoară pentru amuzament.")

## Legături externe
- en  Istoria publicării lucrării Muște la Internet Speculative Fiction Database
- „Muște” la NooSFere

## Vezi și
- 1967 în științifico-fantastic